# آنتی‌ژن لوکوسیت انسانی

HLA region of Chromosome 6

آنتی‌ژن لکوسیت انسانی (به انگلیسی: Human leukocyte antigen) یا مجموعه سازگاری بافتی اصلی (major histocompatibility complex (MHC))
MHC کلاس ۱: هترودایمر پروتئینی، در غشای تمام سلول‌های هسته دار بدن حاضر است (جز بافت‌هایی نظیر قرنیه و استخوان) و آنتی‌ژن‌های پپتیدی کوچک (به طول ۸–۹ اسید آمینه) با منشأ درون سلولی را عرضه می‌کند. آنتی‌ژن‌های با منشأ درونی شامل پروتیئین‌های خودی، توموری/ سرطانی و پروتئین‌های ویروسی ساخته شده در سلول‌های آلوده با ویروس هستند. این پپتیدهای کوچک محصول دو مرحله برش آنزیمی ابندا در پروتئازوم‌های سیتوپلاسمی و سپس توسط پپتیداز غشای شبکه اندوپلاسمی هستند که پس از اتصال به MHC کلاس ۱ در شبکه اندوپلاسمی روی سطح تمام سلول‌های بدن عرضه می‌شوند.
MHC کلاس ۲: هترودایمر پروتئینی، تنها بر روی غشا سلول‌های حرفه ای عرضه‌کننده آنتی‌ژن نظیر سلول‌های B و T، ماکروفاژها و سلول‌های دندریتیک دیده می‌شود. پس از تخریب آنتی‌ژن‌های خارجی در اندوزوم/ فاگوزوم‌ها بخش‌هایی از این آنتی‌ژن‌ها به MHC کلاس ۲ وصل شده و روی سطح غشا عرضه می‌کند.

## ایجاد
ژن‌های (MHC) انسان روی بازوی کوتاه کروموزوم شش قرار دارد. نیمی از ژن‌ها از پدر و نیمی دیگر از مادر به ارث می‌رسند. این ژن‌ها هم بارز (co-dominant) هستند. هر فرد از نظر این آنتی‌ژن‌ها نیمی شبیه پدر و نیمی شبیه مادر خود است. هر فرد به احتمال ۲۵ درصد از نظر MHC می‌تواند دقیقاً شبیه به خواهر یا برادر خود باشد.

## کاربرد
1. هرچقدر شباهت میان MHC دهنده و گیرنده در اهدای عضو بیشتر باشد، احتمال ایجاد پاسخ نامطلوب ایمنی و رد عضو یا بافت پیوندی توسط سیستم ایمنی گیرنده پیوند کمتر است.
2. از طریق مطالعه این پادگن‌ها و تطبیق آن با والدین می‌توان نسب نوزاد و نسبت وی با والدین را بررسی کرد.

در بیش‌تر موارد، موفقیت‌آمیز بودن پیوند آلوژنیک تا اندازه‌ای به میزان تطابق آنتی‌ژن‌های HLA عضو یا سلول‌های بنیادی اهداکننده با آنتی‌ژن‌های HLA سلول‌های دریافت کننده بستگی دارد. هر چه تعداد آنتی‌ژن‌های HLA بیش‌تر همسان باشد، احتمال اینکه بدن بیمار سلول‌های اهدایی را بپذیرد بیش‌تر خواهد بود. همچنین اگر سلول‌های بیمار و اهداکننده به خوبی با یکدیگر مطابقت داشته باشند، احتمال بروز مشکلی موسوم به بیماری پیوند علیه میزبان (GVHD) کم‌تر می‌شود. با افزایش تعداد خواهر و برادران فرد بیمار، احتمال یافتن اهداکننده مناسب در بین آنان نیز افزایش می‌یابد. این آنتی‌ژن‌ها در بین دوقلوهای یکسان تک تخمی، کاملاً شبیه هم هستند.

## تقسیم‌بندی
این پروتئین‌ها در سه گروه زیر دسته‌بندی می‌شوند:
کلاس I دارای دو زنجیره پروتینی: α با تنوع ژنتیکی توالی و زنجیره پروتئینی ثابت β۲μ (بتا ۲ میکروگلوبولین) که ژن آن روی کروموزوم ۱۵ قرار دارد. محصول ژن‌های HLA-A, HLA-B,HLA-C
کلاس II دارای دو زنجیرهα و β با تنوع ژنتیکی. محصول ژن‌های DR- DQ- DP
کلاس III سایتوکاین‌هایی مانند عامل نکروز تومور آلفا (TNF-α) و لکوترین LTA (نیاز به مرجع) - پروتئین‌های شوک حرارتی - چندین پروتئین کمپلمان